# Ueckermannseius macrosetosus
Ueckermannseius macrosetosus är en spindeldjursart som först beskrevs av van der Merwe 1965.  Ueckermannseius macrosetosus ingår i släktet Ueckermannseius och familjen Phytoseiidae. Inga underarter finns listade i Catalogue of Life.